# Solanum paranense
Solanum paranense är en potatisväxtart som beskrevs av Dusen. Solanum paranense ingår i släktet skattor som ingår i familjen potatisväxter. Inga underarter finns listade i Catalogue of Life.